# Mizzi Locker
Mizzi Locker (născută Mizzi Schächter la 14 ianuarie 1917 , Rădăuți, Imperiul Austriac, parte din Austro-Ungaria - 12 septembrie 2014, Tel Aviv, Israel) a fost o cântăreață soprană de operă și profesoară de canto israeliană, originară din România. 

## Biografie

### Copilărie și tinerețe
Mizzi Locker, provenind dintr-o familie de evrei bucovineni, Iankel Schächter și Hencze (Henie) Gartner, s-a născut la Rădăuți în 1914, după înregistrarea oficială în Israel - 1917. A fost al zecelea și ultimul copil la părinți, și singura fată. Nu a avut norocul să-și cunoască tatăl, acesta murind chiar în anul când ea s-a născut. Familia s-a mutat la Storojineț, locul unde Schächter și-a petrecut copilăria și anii de școală.
Înclinații pentru muzică a avut din copilărie, însă, talentul i l-a descoperit, printr-o întâmplare, cantorul Lerner al Sinagogii din Storojineț. Patru frați ai ei cântau în corul sinagogii, iar cantorul făcea periodic repetiții cu aceștia în casa lor. Sora lor, ascultând din camera alăturată, învățase toate textele cântecelor și cânta odată cu ei. Cantorul, auzind-o, a chemat-o și i-a ascultat vocea, constatând că e foarte talentată, i-a recomandat să urmeze studii de muzică. 
Primele ore de pregătire le-a primit gratuit de la o profesoară de canto din Storojineț, care a ținut seama de starea de sărăcie a familiei. Între timp, frații mai mari au lucrat ocazional pentru a-și susține familia . Astfel și sora lor a reușit să urmeze câteva cursuri de canto la Cernăuți, cu profesoara Altheim Feller. 
La adolescență, Schächter s-a împrietenit cu Bernhard Locker, care i-a devenit soț mai târziu. Acesta era licențiat în fizică și matematică, dintr-o familie înstărită și a susținut-o în cariera muzicală, cumpărându-i și un pian. Primele succese tânăra cântăreață le-a avut pe scenele locale și la Radio Cernăuți. La 21 noiembrie 1937 s-a căsătorit cu Bernhard Locker.

### Anii celui de-al Doilea război mondial
Fericirea nu a durat prea mult timp deoarece a izbucnit al doilea război mondial, și, în urma încheierii Pactului Ribbentrop - Molotov, sovieticii, care au ocupat regiunea, le-au confiscat casa cât și celelalte bunuri materiale. Familia s-a refugiat la Cernăuți. După recucerirea orașului de către armata română, sub regimul Ion Antonescu a urmat închiderea evreilor în ghetoul înființat pentru ei în scopul deportărilor ulterioare. În noaptea de 14 iunie 1942 și soții Locker si alți membri ai familiei, fost deportați, în Transnistria, în ghetoul Ladâjin, pe malul de vest al Bugului de sud, iar după o lună în Transbug, în lagărul morții de la Mihailivka (sat situat actualmente în raionul Kazankivka, regiunea Mîkolaiv din Ucraina) controlat de trupele naziste și de Organizația germană de construcții Todt, unde deportații evrei urmau să lucreze la o carieră de piatră și la construirea de drumuri. Locker care cunoștea tăbăcăritul a fost folosit cu soția sa la prelucrarea de piei, și au beneficiat de condiții de viață un pic mai bune. Soacra s-a îmbolnăvit și a murit, iar fratele lui Bernard, care era medic, a fost împușcat. La 26 mai1943 au aflat de la proprietara casei unde lucrau, că în ziua următoare urmau sa fie omorâți.  Atunci au evadat și s-au ascuns câteva zile într-un sat ucrainean, Rahniuka. Apoi cu ajutorul unui partizan evreu local, au izbutit să traverseze Bugul și să se strecoare în Transnistria, în ghetoul Berșad. La 15 iulie 1943 au evadat din Mihailivka și pictorul Arnold Korn, devenit mai târziu Daghani, soția lui și încă nouă evrei. Toți ceilalți din lotul de 745 de deportați evrei au fost omorâți prin împușcare la 10 decembrie 1943 în lagărul vecin Tanasivka și îngropați într-o groapă comună.  Mai târziu Korn a scris despre aceste fapte în cartea sa, „Groapa se află în livada de vișini” (1947)

### După război
După război au ajuns îndărăt la Cernăuțiul, recuperat de regimul sovietic. Aici, Mizzi Locker și-a reluat cariera muzicală, cântând la diverse concerte și la Radio Cernăuți. În anul 1945 ea s-a repatriat în România, stabilindu-se la București. Aici i s-a permis să studieze canto, la Conservatorul de muzică din București. A devenit, în continuare, solistă a Orchestrei simfonice și la Radiodifuziunea  română. A fost primită la Opera de stat din București în rolul Suzanei din Nunta lui Figaro de Mozart. Între timp, însă, în 1950 a primit aprobarea pentru a emigra în Israel, împreună cu soțul și mama ei. Soțul ei, Bernard Locker, a lucrat în acea perioadă ca profesor de fizică la două școli.

### Israel
La Opera israeliană la Tel Aviv a cântat în rolul Michaelei din Carmen de Bizet, apoi în cel al Margaretei din Faust de Gounod. În scurt timp, ea a reușit să devină favorita publicului. Aparițiile sale la Radio Kol Israel, acompaniată de pian sau de orchestră, au fost foarte apreciate. Posesoare a unui glas sopran liric, versat pe toate registrele, Mizzi Locker a stăpânit un repertoriu bogat, de operă, operetă, și cântece populare ale diverselor popoare. Uneori a cântat  în duet, cu Lika Sade și cu Celina Alfandary.
În stagiunea 1954 - 1955, sub organizarea Societății Dante Alighieri din Tel Aviv, într-un concert de muzică vocală a cântat arii din "Cosi fan tutte" de Mozart, împreună cu Celina Alfandary.
Deseori a participat la concertele date de Collegium Musicum din Tel Aviv, sub conducerea dirijorului Eytan Lustig, precum și la serile de cameră din Ierusalim.
În perioada anilor 1961 - 1976, Mizzi Locker a funcționat și ca profesoară de canto în cadrul Conservatorului israelian de muzică din Tel Aviv. Bernard Locker a predat fizica la un liceu, apoi a devenit cadru didactic la Universitatea Bar Ilan. 
După moartea soțului ei, în anul 1971, a încetat să mai cânte pe scenă. A continuat să dea lecții private de canto. Unul dintre elevii ei este tenorul israelian Gabi Sadè.
Mizzi Locker a locuit în orașul Ramat Gan (Israel). A murit la 12 septembrie 2014 la Spitalul Ichilov din Tel Aviv.
Soții Locker nu au avut copii.